# الجلاد (فلم 2017)
الجلاد هو فيلم جريمة وإثارة أمريكي لعام 2017 من إخراج جوني مارتن وكتبه تشارلز هوتينجر ومايكل كيسي. الفيلم من بطولة آل باتشينو ، وكارل أوربان ، وجو أندرسون ، وسارة شاهي ، وبريتاني سنو .  يروي الفيلم عن محققًا يحاول تعقب قاتل متسلسل يستلهم جرائمه من لعبة الجلاد، لعبة تخمين الأطفال.

## القصة
تبدأ القصة عندما يُعثر على جثث في مناطق مختلفة من المدينة، وعلى كل جثة تُرك رمز معلق، مما يشير إلى أن هناك قاتلًا متسلسلاً يقوم بنشر الفزع في المدينة. يتم استدعاء المحققين راي أرتشر (أل باتشينو) وويل رويدان (كارل أوربان) والصحفية كريستي ديفيز (بريتاني سنو) لحل اللغز والقبض على القاتل.
تتوالى الأحداث بشكل مثير حيث يحاول المحققان فهم أسلوب تفكير القاتل ومعرفة الدوافع وراء جرائمه. يصبح الصراع أكثر تعقيدًا عندما يكتشفون أن القاتل يستخدم ألعاب "تعليق الرجل" لتحديهم ولإظهار براعته في التخطيط للجرائم.
بينما يتوالى الزمن، يكتشف المحققون أن هناك علاقة بين القاتل وتاريخهم الشخصي، ويتعين عليهم العمل بسرعة قبل أن يصل القاتل إلى هدفه التالي، مما يقودهم إلى سباق محموم ضد الزمن لإيقافه وإنقاذ الضحايا المحتملين.
ويظل المحققان يتابعان كل نقطة ضعف في خطة القاتل، محاولين فك شفرة الرموز التي يتركها خلفه، وبحثهم المستمر يقودهم إلى مناورات خطيرة وتحديات لم يسبق لهم مواجهتها من قبل. في النهاية، يجدون أنفسهم في مواجهة حاسمة مع القاتل.

## الممثلون
- آل باتشينو في دور المحقق راي آرتشر
- كارل أوربان في دور المحقق ويل رويني
- سارة شاهي [6] في دور الكابتن ليزا واتسون
- بريتاني سنو في دور كريستي ديفيز
- جو أندرسون في دور الجلاد

## الإنتاج
بدأ التصوير الرئيسي للفيلم في أتلانتا ، جورجيا في 17 نوفمبر 2016.  

## الاستقبال
في مجمع المراجعة طماطم فاسدة ، حصل الفيلم على نسبة موافقة 4٪ بناءً على 23 مراجعة، بمتوسط تقييم 3.2/10.  في ميتاكريتيك حصل الفيلم على متوسط نقاط 31 من أصل 100، بناءً على ثمانية مراجعات من النقاد، مما يشير إلى "المراجعات غير المواتية بشكل عام". 

## روابط خارجية
- مقالات تستعمل روابط فنية بلا صلة مع ويكي بيانات